# Circo romano di Mérida
Il circo romano di Mérida fu forse la prima struttura di questo tipo, costruita nella Spagna romana, al tempo dell'Imperatore romano Tiberio (nel 20 circa). Il circo fa oggi parte del sito archeologico di Mérida, ed è uno dei maggiori siti archeologici dell'intera penisola iberica, tanto che è stato dichiarato Patrimonio dell'umanità a partire dal 1993.

## Storia
Il circo venne edificato nel 20 al tempo dell'Imperatore romano Tiberio, al termine di una lunga fase di guerre nella Spagna romana, culminato con le guerre cantabriche degli anni 29-19 a.C. In questa circostanza, già nel 25 a.C., la città di Emerita Augusta (il cui significato deriverebbe da emeritus, ovvero soldato congedato con onore o veterano) divenne colonia romana al tempo di Augusto, presso la quale furono inviati i nuovi veterani, delle recenti guerre cantabriche delle legioni: V Alaudae e X Gemina. La città poco dopo divenne anche la capitale del provincia romana di Lusitania. Il circo fu restaurato tra il 337 ed il 340, quando al potere c'erano i tre figli di Costantino I, vale a dire: Costante I, Costantino II e Costanzo II.

## Struttura

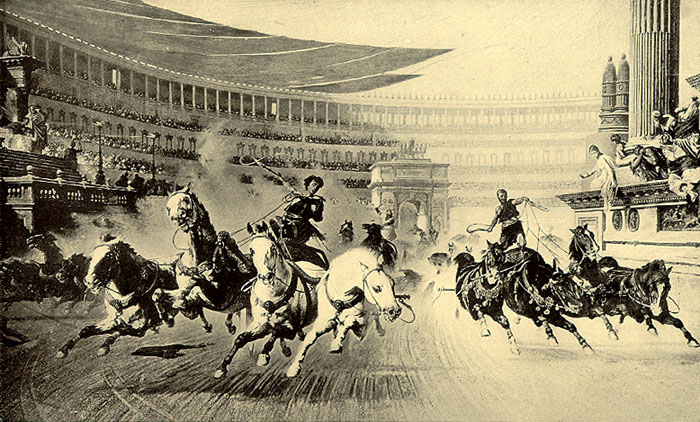
Ricostruzione artistica di un circo dell'antica Roma.

Il Circus era posizionato a 400 metri ad est delle mura di cinta dell'antica città di Emerita Augusta. La sola arena misurava 403,75 metri di lunghezza e 96 metri di larghezza, nel complesso se si considerano le gradinate invece era lungo 440 m e largo 115 m, ben più largo di ciò che era consuetudine costruire. La distanza tra i carceres e la balaustra centrale (o "spina") era di 127 metri. La lunghezza poi dell'intera "spina" centrale era di 244 metri (larga invece 8,6 metri). La capienza complessiva dell'intera struttura sembra potesse ospitare circa 30.000 spettatori lungo le sue gradinate.

## Archeologia dell'antico circo
La prima campagna di scavi cominciò nel 1920 e portò alla luce parte dei 12 carceres, oltre alla vicina tribuna laterale ed un arco di ingresso al circo. Gli scavi proseguirono dal 1970, portando alla luce, man mano, nuove zone della cavea per tutta la sua lunghezza fino alla curvatura finale, oltre al podio riservato alle personalità della città. Un'iscrizione rivela di un certo "Sabiniano, auriga, che riposa in pace e che visse 46 anni", forse idolo delle folle della città di Emerita Augusta.